# John M. Evans
John Morgan Evans, född 7 januari 1863 i Sedalia i Missouri, död 12 mars 1946 i Washington, D.C., var en amerikansk demokratisk politiker. Han var Missoulas borgmästare 1911–1912 samt ledamot av USA:s representanthus 1913–1921 och 1923–1933.
Evans studerade vid United States Military Academy och University of Missouri. Därefter studerade han juridik och startade 1888 sin advokatpraktik i Missoula. Evans efterträdde 1911 W.H. Reid som Missoulas borgmästare och efterträddes 1912 av James Rhodes.